# 西慶州站 (中央線)
西慶州站（：／ Seogyeongju yeok */?）是位于韩国庆尚北道庆州市見谷面的一个铁路车站，它属于中央线和金丈三角线。

## 历史
- 1992年11月1日 - 落成使用，车站名称为金丈站。
- 2009年1月1日 - 改为现在名称。
- 2021年12月28日 - 停用本站。

## 相鄰車站
韓國鐵道公社
中央線
栗洞信號場－西慶州－慶州
金丈三角線
西慶州－羅原